# Tubo do Caldeirão
O Tubo do Caldeirão é uma formação geológica portuguesa localizada na freguesia de São Roque, concelho de Ponta Delgada, ilha de São Miguel, arquipélago dos Açores.
Esta cavidade apresenta uma geomorfologia de origem vulcânica em forma de tubo de lava.